# Christian 6.
Christian 6. (30. november 1699–6. august 1746)  var konge af tvillingrigerne Danmark og Norge fra 1730 til 1746. Han tilhørte den oldenborgske slægt.
Christian 6. var særdeles virksom gennem hele sin embedstid. Han indførte konfirmationen og rytterskolerne - forgængeren for folkeskolen. Han lod oprette Tugt- og Børnehuset for at bringe landets subsistensløse i nyttigt arbejde. Han førte en - efter forholdene - meget afbalanceret krisepolitik, både i social, erhvervsmæssig og i geografisk henseende. Han forestod talrige overdådige byggerier, ofte tegnet af tidens dygtigste arkitekter. Han udviklede et offentligt embedsvæsen, og under hele hans regeringstid havde riget fred.

## Opvækst
Den senere Christian 6. blev født klokken 6 om morgenen den 30. november 1699 på Københavns Slot som søn af Kong Frederik 4. og Louise af Mecklenburg-Güstrow. Kong Frederik og Dronning Louise havde allerede i 1697 fået en søn (også med navnet Christian), men han var død i 1698, og som den ældste overlevende søn var Christian dermed kronprins fra fødslen. Den lille prins blev døbt senere samme dag med navnet Christian af den kongelige konfessionarius Peder Jespersen. Hans farmor Enkedronning Charlotte Amalie bar som gudmor prinsen under dåben ved den kongelige døbefont, som er benyttet ved de kongelige børns dåb i Danmark siden 1671.
Han modtog en bedre og grundigere undervisning end sin fader og bedstefar. Fra 1706 havde han Johan Georg Holstein som sin overhovmester (dvs. lærer og opdrager) og J.W. Schrøder som sin lærer.[kilde mangler]

## Ægteskab
Kronprins Christian fik af sin fader, Frederik 4., lov til selv at finde sig en hustru. Under en rejse gennem Europa ledsaget af storkansler Ulrik Adolph Holstein fandt kronprinsen den tyske prinsesse Sophie Magdalene af Brandenburg-Kulmbach, der var i tjeneste som hofdame hos den sachsisk-polske dronning Christiane Eberhardine på slottet Pretzsch i Sachsen.
Sophie Magdalene stammede fra et lille , ubetydeligt, fattigt og meget børnerigt fyrstehof. Hun havde 13 søskende og var et "dårligt" parti for Danmark. Men kongen gav sin tilladelse. Af Christian 6.'s breve fremgår, at han faldt for prinsessens intense religiøsitet, som mindede om hans egen. Den skulle påvirke hans regeringstid. Christian og Sophie Magdalene giftede sig den 7. august 1721 på slottet Pretzsch.

## Natur
Christian 6. betegnes som en "sky og kejtet, ængstelig ved ansvar og afgørelser og inderligt utilpas ved udførelsen af sine repræsentative og ceremonielle forpligtelser". Ligeledes huskes kongeparret for "deres fuldstændige mangel på folkelig optræden, deres stærke pietistiske engagement og deres udprægede tyskhed". Med tiden stivnede livet ved hoffet i kedsommelig ensformighed. Musikken ved hoffet var religiøs, man dansede ikke, og kongen deltog af helbredsmæssige og religiøse grunde sjældent i de kongelige jagter.

## Regeringstid
Ved faderens død den 12. oktober 1730 arvede Christian den dansk-norske trone og blev rigets fjerde enevældige konge. Han blev salvet med dronning Sophie Magdalene i Frederiksborg Slotskirke den 6. juni 1731.
Christians forargelse over faderens kvindeglade og bigamistiske levned førte til, at han som en af sine første regeringshandlinger omstødte faderens testamente og fratog enkedronning Anna Sophie Reventlow, Frederik 4.'s anden hustru, en stor del af den formue, hun arvede. Han forviste hende til Clausholm, som hans far havde ladet hende bortføre fra.

### Pietismen
Kongen var under stor indflydelse fra sin hofpræst Johannes Bartholomæus Bluhme. Christian 6. forbød enhver forlystelse om søndagen. I 1735 udstedte han en helligdagsforordning om tvungen kirkegang, hvor pligtforsømmelser medførte bøder eller ophold i gabestokken, og i 1736 indførte han konfirmationen.

### Embedsstaten
Skønt enevældig virkede Christian 6. for embedsvæsenets udvikling. Uddannelsen af embedsmænd blev forbedret ved indførelsen af en juridisk embedseksamen i 1736 ved Københavns Universitet.
Et andet initiativ var opførelsen af Tugt- og Børnehuset på Christianshavns Torv i 1739 ved Philip de Lange og med spiret over den centralt placerede kirkesal og med kongens monogram over indgangspartiet, med plads til 500 indsatte hvoraf dog kun et mindre antal var børn. Det fleste var "ryggesløse mennesker og liderlige kvindfolk", der i stedet for en tilværelse som arbejdsløse, kriminelle, tiggere eller prostituerede blev sat til at karte og spinde uld - i god overensstemmelse med tidens merkantilistiske tankegang.

### Kongeligt byggeri
Christian 6. var en byggeglad konge, som lod opføre adskillige pragtbyggerier. Disse byggerier finansieredes af Øresundstolden, som dog langt fra slog til, og dette var med til at undergrave statsfinanserne. Kort efter sin tronbestigelse besluttede han at lade det gamle slot Københavns Slot nedrive og i stedet opføre Christiansborg Slot, "Nordeuropas største og kostbareste fyrstebolig". Et stort 4-fløjet anlæg bredte sig ud over det gamle slots areal, og der måtte nedrammes tusindvis af bøgepæle som fundamentering i det sumpede område.
1734-1736 lod kongen den unge hofbygmester Lauritz de Thurah bygge det smukke barokslot Eremitageslottet i Jægersborg Dyrehave som jagtslot.
I Helsingør lod kongen i 1740 det gamle toldkammer nedrive og et nyt opføre efter tegninger af Philip de Lange.
I Hørsholm blev det gamle slot ligeledes nedrevet og et nyt opført. Byggeriet varede fra 1733 til 1745. Der opstod adskillige problemer under byggeriet, således bredte fugtigheden og svamp sig lige efter, at byggeriet var færdigt, fordi man ikke havde anlagt kældre. For at løse problemet besluttedes at grave kældre, hvorfor gulvene måtte brydes op. Midt under denne proces besluttede dronningen at udvide slottet, hvilket fordyrede byggeriet adskilligt.
I 1744 blev Sophienberg ved Rungsted færdigt. Herfra kunne kongen glæde sig over udsigten over Øresund og de mange skibe, der betalte Øresundstold, hvilket gav ham ubeskåret 15% af rigets samlede indtægter til fri disposition.

### Støtte til handel og skibsfart
Christian 6. støttede efter bedste evne næringslivet, ikke mindst handelskompagnier og statslige manufakturer. Han udtalte:
"Vort sentiment er dette, at vi kun søger vore undersåtters lyksalighed, thi går det dem vel, så går det også Os vel, og det kan ikke gå dem vel, uden når commerce og manufakturer blomstre."
Da han overtog regeringsansvaret, befandt riget sig i en alvorlig økonomisk krise, der holdt ved trods kongens bestræbelser for at lette situationen. Kort efter regeringsovertagelsen ophævede han to forordninger af 1. juni 1726 og 20. august 1726, der havde haft til formål at sikre Københavns priviligerede stilling med hensyn til handel med vin, brændevin, husholdningssalt og tobak - de fire species. Ophævelsen skete med en forordning af 30. december 1730. Som begrundelse for dette skridt angives i forordningen, at han havde erfaret, at den tidligere ordning ikke havde bibragt hovedstaden den fordel, som var tilsigtet, endvidere at den havde været til skade for andre købstæder i riget. Desuden ønskede han, at handelen med varer for alle undersåtter skulle være "...fri og u-behindret, og den eene frem for den anden ikke enten have noget særdeeles Prærogativ eller den eene meere graveris end den anden". Friheden betød dog kun lidt for de danske provinsbyer, mens København - trods den formelt større konkurrence - oplevede fortsat fremgang. Da kongen den 29. februar 1732 lod udsende en ny toldrulle, fik København vedvarende oplagsfrihed, mens Helsingør, Kristiansand og Trondheim fik oplagsfrihed i et år, Bergen og Frederikshald i tre år, og lidt specielt fik Ålborg oplagsfrihed på salt i et år under hensyn til fiskeriets betydning for denne by.
I 1732 oprettedes Asiatisk Kompagni til fremme af handelen på Kina via de oversøiske koloniområder i Indien (Tranquebar). Til trods for, at han selv var storaktionær i kompagniet, måtte han love ikke at blande sig i dens daglige drift og ikke at gøre brug af sin stemmeret. Asiatisk Kompagni fik eneret (monopol) på handelen helt til 1772. I 1734 fik Vestindisk-guineisk Kompagni på lignende måde eneret til handelen på Guinea (Guldkysten) og de Vestindiske Øer. Kongen ønskede at fremme en udvikling af plantagedriften på Sankt Croix, og i løbet af blot 20 år udvikledes med rivende hast sukkerplantager med sukkerrørsmarker, plantagebyggeri, sukkermøller, sukkerkogerier, veje, havne og pakhuse - samt slavehytter - og en københavnsk sukkerindustri. Kompagniet blev først ophævet i 1756, altså efter kongens død.
I 1742 lod Christian 6. oprette Grosserersocietetet, hvis formål var at skabe en klasse af fremtrædende købmænd og redere.
Som helhed tegner der sig billedet af en aktiv indsats fra Christian 6.s side til fremme af kolonipolitikken og dens nytte for riget. Men samtidig bestræbte han sig på at udvikle det indenrigske næringsliv. Et første skridt i denne retning var oprettelsen af General Landets Økonomi og Kommerce Kollegium i 1735, hvis formål var at danne sig overblik over mulighederne for at fremme manufakturers udvikling. Kollegiet indledte sin virksomhed med at indsamle beretninger fra alle dele af kongeriget om næringslivets forhold.
Også her gjorde kongen en aktiv indsats, således støttede han geværproduktionen på Hammermøllen ved Hellebæk, som i 1740-erne havde en stabil produktion. Til gengæld mislykkedes de omfattende bestræbelser på at støtte udviklingen af klædemanufakturer i Danmark.

### Kurantbanken
I 1736 oprettes den seddeludstedende Kurantbank for at fremme vareomsætningen. Den var forløberen for Nationalbanken.

### Markedssikring
Langt alvorligere end manufakturernes problemer var imidlertid landbrugets vanskeligheder. Under Christian 6.s tid blev løsningen at udnytte de muligheder, helstaten gav, og oprette beskyttede markeder: Norge skulle sikres som afsætningsmarked for danske kornproducenter, hvilket skete i 1735, mens norsk jern allerede i 1730 fik en begunstiget stilling på det danske marked. Desuden nedsattes skatterne i 1731 med 11% - det længste, man mente at kunne gå. Ligeledes indførtes det princip, at godsejere fik forbud mod at nedlægge bondegårde og lægge deres jord under hovedgårdsdriften. Og kongen gjorde godsejerne ansvarlige for, at skatterne blev betalte: hvis bonden ikke kunne betale, måtte godsejeren selv betale det skatteskyldige beløb. Det forhindrede effektivt ethvert magtmisbrug fra godsejernes side; det var simpelthen for dyrt!
At kongens politik i første omgang ikke fik helt den tilsigtede virkning skyldtes andre forhold: i 1740-erne udbrød lungetuberkulose, mund- og klovsyge, der ramte omkring 500.000 kreaturer..

### Stavnsbåndet indføres
Christian 6.s regeringstid var præget af økonomisk tilbagegang med misvækst og dårlige økonomiske tider, hvilket medvirkede til landmilitsens ophævelse i 1730. Mange bønder benyttede den nye frihed til at flygte til byerne og slippe for det umenneskelige hoveriarbejde. Under hårdt pres fra godsejerne, der manglede arbejdskraft, blev stavnsbåndet indført i 1733. Stavnsbåndet forbød mænd mellem 14 og 36 år at forlade det gods, de var født på. Karle, der nægtede at overtage en anvist gård i fæste, kunne sendes til flerårig militær tjeneste ved et af de hvervede regimenter. Ordningen var reelt ikke så håndfast som bestemmelsen lød: ofte fik karle rent faktisk lov til i bestemte perioder at søge andre steder hen for at tjene ekstra penge ved sæsonarbejde (mod at vende tilbage). Det betød dels, at lønninger til karle steg under krisen, dels at karlene derved blev bedre rustede til at betale indfæstning og udrede istandsættelsesomkostninger og lignende ved overtagelse af en gård eller et hus.
Der er næppe tvivl om, at kongens afbalancerede krisepolitik bidrog til at redde landbruget i Danmark gennem kriseårene.

### Folkeskoleloven
Frederik 4. havde ladet opføre rytterskoler i de kongelige rytterdistrikter, som omfattede omkring en sjettedel af rigets areal. Flere private godsejere havde støttet initiativet ved at lade opføre skoler og gennemføre undervisning af børnene. Alligevel var undervisningen endnu ikke landsomfattende. I 1736 indførtes konfirmationen, hvilket blev en betingelse for, at man kunne fæste en gård eller blive gift. Derved måtte også de børn, som tidligere var blevet unddraget undervisning af deres forældre, nødt til at gå i skole. Ydermere fulgte enevælden op med den 23. januar 1739 at udstede en forordning om skolerne på landet, der blev læst op fra prædikestolene over hele landet, og hvori Christian 6. gjorde
"alle vitterligt, at som forfarenheden viser, hvilken usigelig skade kirken og landet derved tilvokser, at ungdommen, helst af den gemene almue, hidtil ej overalt har haft lejlighed nok, således som ske burde, at oplæres i kristendoms grund, samt i læsen, skriven og regnen, og derover til dels i sådan ynkelig uvidenhed er opvoksen, at de hverken i det åndelige eller legemlige véd rettelig at søge og befordre deres eget bedste: Så have Vi anset det for en af de største velgerninger for Vor kære og tro undersåtter og for en uforbigængelig nødvendighed for landet" at indføre almindelig undervisningspligt.
Udgifterne til skoler, lærerlønninger og bøger skulle betales af alle lokalsamfundet medlemmer fra de øverste til de nederste. Tiltaget faldt imidlertid sammen med en alvorlig økonomisk krise. Dette bevirkede en storm af protester, og den 29. april 1740 måtte kongen ophæve sin forordning med en plakat. I stedet bekendtgjorde Christian 6., at
"Vi allernådigst formode, at Vores gudelige øjemærke til den opvoksende ungdoms nøjagtige undervisning i deres saligheds kundskab, kan erholdes, uden sådan alt for stor byrde og besværing for jordegodsets ejere og besiddere"
idet kongen tillige gjorde godsejerne opmærksomme på,
"at som de nyde det legemlige af deres tjenere, de igen vil sørge for deres åndelige" og at de "derved have at vente den største velsignelse af Gud".
Resultatet var imidlertid, at det var vidt forskelligt fra gods til gods hvilken undervisning, der blev givet.

### Norgesrejsen i 1733
I modsætning til sin rejselystne fader holdt den tungsindige og religiøse Christian 6. sig stort set hjemme bortset fra et enkelt besøg i Norge og hertugdømmerne. Rejsen til Norge var imidlertid en stor begivenhed, som blev grundigt dokumenteret gennem historieskrivere og tegnere, som fulgte med hoffet på rejsen. Man rejste fra Østfold til Christiania, gennem Gudbrandsdalen, over Dovre til Trondheim, og derfra syd over langs kysten, først til ladestedet Lille-Fosen på Nordmøre, der efter til Bud, Ålesund og Bergen, og tilbage til Christiania. Billederne fra rejsen blev stukkede med en række kobberstik, men pragtværket blev ikke udgivet som oprindeligt planlagt. Norgesrejsen blev i første omgang beskrevet i "Jonas Kierulfs Journal" i 1745, og det påtænkte værk kom først som bibliofil udgave i 1990.
Christian 6.s Norgesrejse fæstede sig imidlertid i folkemindet, og især fra Sunnmøre findes talrige historier fra kongebesøget. Folk blev bedt om at male sorte kors på dørene og stå langs ruten og sukke højlydt for at vise, at de led under hårdt arbejde og kristeligt tungsind.[kilde mangler]

## Død og tronfølge
Christian 6. døde 46 år gammel den 6. august 1746 på Hirschholm Slot. Han blev gravsat i Roskilde Domkirke og efterfulgtes af sin søn Frederik 5.

## Eftermæle
Christiansborg Slot og Christians Kirke i København, byen Christiansted og fortet Christiansværn på Sankt Croix i øgruppen U.S. Virgin Islands (de forhenværende Dansk-Vestindiske Øer) samt Christians Kirke og gymnasiet Christianeum i Hamborg er opkaldt efter Christian 6.

## Fuld officiel titel
- 1730–1746: Af Guds Nåde Konge til Danmark og Norge, de Venders og Gothers, Hertug udi Slesvig, Holsten, Stormarn og Ditmarsken, Greve udi Oldenborg og Delmenhorst.[37]

## Børn
| Navn                                         | Født                                         | Død                                          | Bemærkninger |
| Med Sophie Magdalene af Brandenburg-Kulmbach | Med Sophie Magdalene af Brandenburg-Kulmbach | Med Sophie Magdalene af Brandenburg-Kulmbach | Med Sophie Magdalene af Brandenburg-Kulmbach |
| -------------------------------------------- | -------------------------------------------- | -------------------------------------------- | --- |
| Frederik 5.                                  | 31. marts 1723                               | 14. januar 1766                              | Konge af Danmark og Norge 1746 – 1766 Gift 1. gang 10. november 1743 med Louise af Storbritannien Gift 2. gang 8. juli 1752 med Juliane Marie af Braunschweig-Wolfenbüttel |
| Louise                                       | 19. oktober 1726                             | 8. august 1756                               | Gift 1. oktober 1749 med Hertug Ernst Frederik 3. af Sachsen-Hildburghausen                                                                                                |

## Fodnoter
1. 1 2  Under enevælden (1660–1848) blev de danske konger formelt ikke kronede, men blot salvede af kirken, da de som arvekonger blev anset for at have fået deres magt fra Gud, og intet menneske derfor havde ret til at sætte kronen på deres hoveder. I daglig tale blev denne ceremoni dog også i samtiden omtalt som kroning.[1]
2. ↑  Faderens markgrevskab var ikke større end Lolland-Falster